# Roberto Pucci (militare)
Roberto Maria Demetrio Pucci, Marchese di Barsento, Patrizio di Firenze (Castelfiorentino, 29 agosto 1878 – Viareggio, 5 gennaio 1960) è stato un militare, imprenditore e politico italiano.

## Biografia
Discendente di Orazio Roberto Pucci, primo marchese del feudo di Barsento, ha frequentato la scuola militare ed ha preso parte alla battaglia di Vittorio Veneto, dove è stato decorato di medaglia d'argento. Dopo la guerra si congeda col grado di Generale di brigata nella riserva e si dedica alle imprese agricole della sua famiglia. Fascista della prima ora, organizzatore di squadre d'azione nel periodo 1921-1922, negli anni del regime promuove la politica di sviluppo dell'agricoltura promossa da Mussolini, vincendo una stella d'argento per i risultati ottenuti nella battaglia del grano. Ha presieduto la Banca Toscana e i consorzi idraulico della Val d'Elsa e ortofrutticolo di Empoli, è stato membro del consiglio di amministrazione del Monte dei Paschi di Siena e della Società concimi chimici italiani. Senatore dal 1939, dopo la liberazione viene processato per l'azione politica delle squadre d'azione e dichiarato decaduto con sentenza dell'Alta Corte di Giustizia per le Sanzioni contro il Fascismo dell'8 luglio 1948.